# Formacja trójkąta
Formacja trójkąta – jedna z formacji analizy technicznej kontynuacji trendu występująca na wykresach cenowych instrumentów finansowych.
Wygląd formacji, która rozpoczyna się od najszerszego miejsca i kończy w najwęższym (cena osiąga na zmianę dolne i górne ograniczenia formacji przy coraz mniejszym zakresie wahań), znanym również jako apex, odzwierciedla malejące zainteresowanie uczestników rynku danym walorem. Wyróżnia się trójkąty wzrostowe, spadkowe i symetryczne. Przyjmuje się jako ogólną zasadę, że wybicie z formacji powinno nastąpić przed osiągnięciem przez cenę punktu złączenia linii tworzących trójkąt.

## Rodzaje trójkątów
- Trójkąt zwyżkujący jest formacją kontynuacji trendu wzrostowego. Podstawą do uznania wyrysowanego na wykresie kształtu za trójkąt jest wystąpienie przed nim wyraźnego trendu. Czas kształtowania się trójkąta wzrostowego to od kilku tygodni do 90 dni. Sygnałem do zajęcia pozycji jest przebicie górnego ograniczenia formacji. Jeśli chodzi o wygląd zbudowany jest on z górnej, horyzontalnej linii będącej poziomem oporu, i dolnej rosnącej będącej poziomem wsparcia.
- Trójkąt zniżkujący jest formacją kontynuacji trendu spadkowego i odzwierciedla chwilową równowagę pomiędzy stroną popytową i podażową na rynku, czego odzwierciedleniem są problemy z pokonaniem dolnego ograniczenia trójkąta. Jego wygląd jest lustrzanym odbiciem formacji trójkąta wzrostowego.
- Trójkąt symetryczny jest formacją która może wystąpić zarówno w trendzie wzrostowym, jak i spadkowym i uznawany jest za sygnał do kontynuacji panującego na rynku trendu. Ze względu na częstotliwość występowania i liczebność fałszywych wybić z formacji cechuje się najmniejszą wiarygodnością spośród wymienionych formacji. Na jego wygląd składają się 2 linie z których jedna jest zwyżkująca a druga malejąca.

## Zasięg docelowy ruchu po formacji
Za potencjalny zasięg po wystąpieniu formacji uznaje się szerokość formacji odmierzoną od punktu wybicia.